# Hohenzollerska husorden

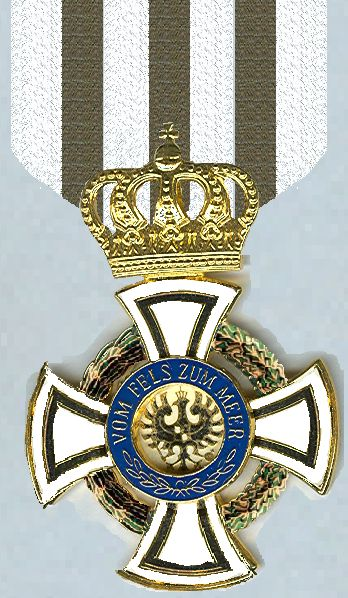
Hohenzollerska husorden.

Hohenzollerska husorden (tyska: Fürstlich Hohenzollernsche Hausorden), är en kunglig orden inom huset Hohenzollern. Orden var ursprungligen furstlig och stiftades 5 december 1841.